# Бурдинка (деревня)
Бурди́нка — деревня в Палехском районе Ивановской области (Раменское сельское поселение) в 5,1 км к югу от Палеха.

## Население
| 1859 | 1905 | 2010 |
| ---- | ---- | ---- |
| 69   | ↗156 | ↘11  |